# Honduras en la Copa Mundial de Fútbol Sub-17 de 2015

La selección de Honduras será una de los 24 participantes en la Copa Mundial de Fútbol Sub-17 de 2015, torneo que se llevó a cabo entre el 17 de octubre y el 8 de noviembre de 2015, en donde será anfitrión del torneo.
Honduras se clasificó al Campeonato Mundial luego de llegar a la final en el Campeonato Sub-17 de la Concacaf de 2015, cayó por 0-3 ante México, pero igualmente clasificó.

## Participación

### Grupo D
| Equipo   | Pts | PJ | PG | PE | PP | GF | GC | Dif |
| -------- | --- | -- | -- | -- | -- | -- | -- | --- |
| Bélgica  | 0   | 0  | 0  | 0  | 0  | 0  | 0  | 0   |
| Malí     | 0   | 0  | 0  | 0  | 0  | 0  | 0  | 0   |
| Honduras | 0   | 0  | 0  | 0  | 0  | 0  | 0  | 0   |
| Ecuador  | 0   | 0  | 0  | 0  | 0  | 0  | 0  | 0   |

| 18 de octubre de 2015, 19:00 | Honduras | Partido 8 | Ecuador | Estadio Fiscal de Talca, Talca |  |
|                              |          |           |         | Árbitro(s):                    |  |

| 21 de octubre de 2015, 17:00 | Bélgica | Partido 18 | Honduras | Estadio Fiscal de Talca, Talca |  |
|                              |         |            |          | Árbitro(s):                    |  |

| 24 de octubre de 2015, 16:00 | Malí | Partido 29 | Honduras | Estadio Nelson Oyarzún, Chillán |  |
|                              |      |            |          | Árbitro(s):                     |  |

- Datos: Q20021953